# Tobajas
Tobajas es un despoblado del término de Carabantes, localidad y municipio de la provincia de Soria, 
partido judicial de Soria, Comunidad Autónoma de Castilla y León, España. Pueblo de la Comarca de Campo de Gómara.

## Historia
El origen se encuentra en una casa fuerte o palacio del siglo XVI alrededor de una torre de origen posiblemente mucho más antiguo (quizá árabe del siglo XI) y que fuera residencia de la familia de los Tobajas.
Sobre la base de los datos del censo de Pecheros de 1528, en el que no se contaban eclesiásticos, hidalgos y nobles, se registra la existencia 2 pecheros, es decir unidades familiares que pagaban impuestos. En el documento original aparece como Heredamiento de Tovajas.
A principios del siglo XIX, Madoz lo recoge como una casa de campo inhabitada, con el título de Casa de Tovajas, perteneciente a Carabantes.

## Patrimonio
- Casa de Tobajas, casa fuerte del siglo XVI. Este edificio se encuentra incluido en la Lista Roja del Patrimonio realizada por la asociación Hispania Nostra.